# Corazón, las alegrías de Pantriste
Corazón, las alegrías de Pantriste, también conocida como Pantriste, es una película animada argentina estrenada el 6 de julio de 2000. Fue la quinta película de dibujos animados realizada por Manuel García Ferré, quien también dirigió otros filmes como Mil intentos y un invento, Trapito, o Ico, el caballito valiente. La película fue distribuida por Columbia TriStar Films de Argentina, se estrenó el 6 de julio de 2000 y obtuvo un total de 1.030.126 espectadores, convirtiéndose en la tercera película argentina más vista del año.

## Trama
Pantriste es un niño muy delgado, melancólico y sensible que vive con su familia. Él tiene un don especial para la música, pero Panduro, su padre, quiere que su hijo siga sus pasos y sea un leñador  como él. Un día aparece el Gnomo Migñón y su vida cambia. Junto a él está Pandereta, una niña gitana maltratada por su padrastro a quien los padres de Pantriste adoptan. También lo acompañan Larguirucho y los demás leñadores, quienes se enfrentan a Neurus, un rey déspota y egoísta que usa los hechizos de la Bruja Cachavacha para cumplir sus planes.

## Intérpretes
Voces de los personajes
- Pelusa Suero
- Cecilia Stanzione
- Néstor Conlazo
- Melina Dorio
- Ariel Cister

## Producción
Contó con un año de producción, después del suceso que fue Manuelita. Esta es la primera película de García Ferré en contar con la animación hecha por computadora, la cual anteriormente se negaba a usar, para ambicionar más a un nivel técnico.

## Controversia
La película se caracterizó por estar involuntariamente ligada a una masacre escolar de notoria repercusión mediática y social, producto de un caso de bullying entre adolescentes. El 4 de agosto de 2000, el joven Javier Romero llevó a su escuela de Rafael Calzada el arma de su madre y mata improvisadamente a un compañero y hiere a otro, dado que estaba cansado de las burlas y los maltratos. Quienes se burlaban de Romero, lo hacían llamándolo "Pantriste", como el personaje que da nombre a la película. El autor del hecho fue absuelto en un juicio oral ya que, según los peritajes, no comprendió la criminalidad de lo que había hecho.